# Ass to mouth

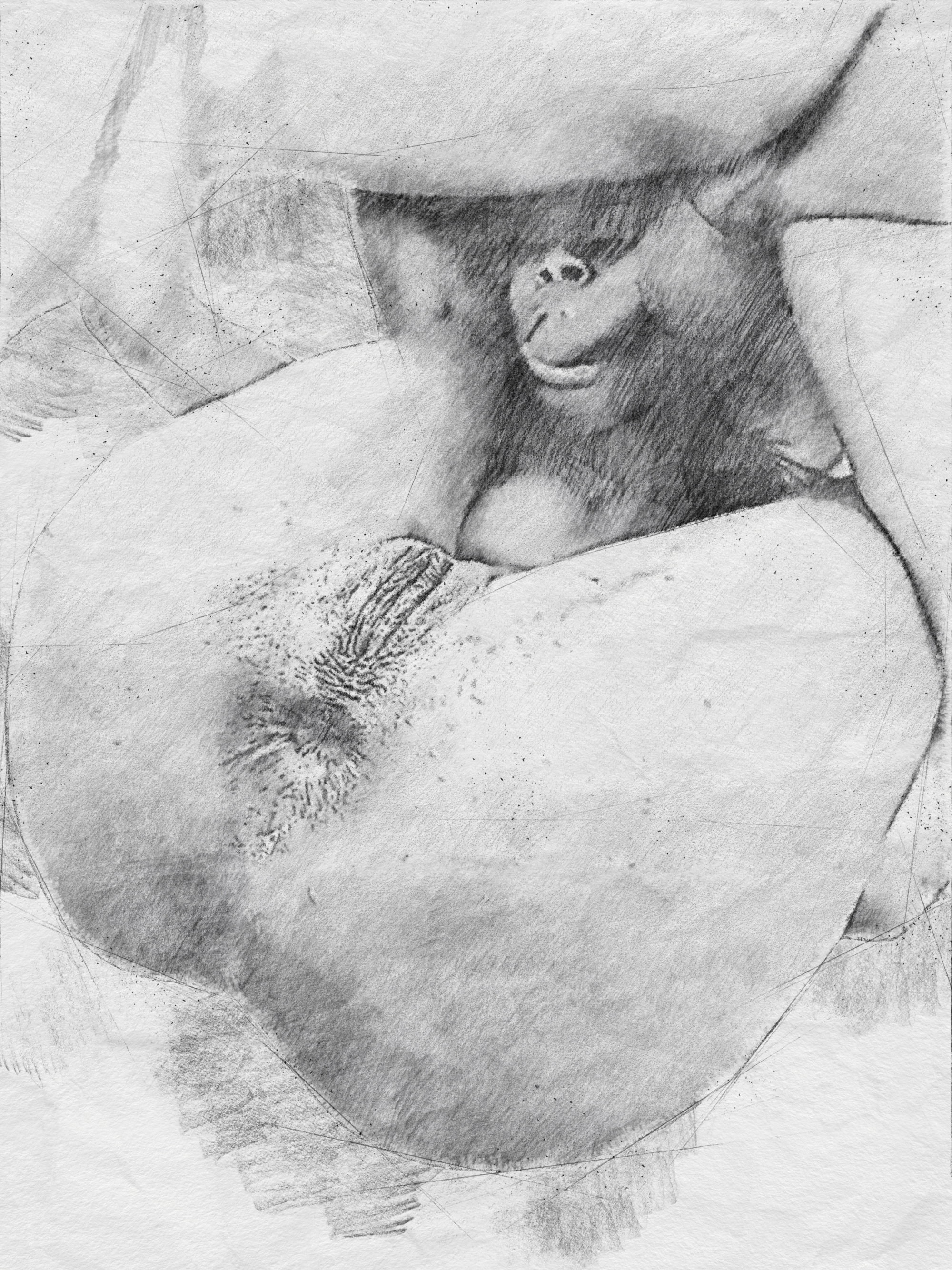
kresba

Ass to mouth (česky doslova ze zadku do pusy) je hovorový termín pro situaci,[zdroj?] kdy se vyjme penis z řitního otvoru (anusu) partnera/partnerky a následně se vloží do úst partnera či partnerky. Při této praktice existuje nebezpečí, že subjekt může získat sexuálně přenosné nemoci, jako genitální herpes virus či HIV. Dalším rizikem je přenos střevních parazitů či hepatitidy typu A.

## V populární kultuře
- Ass to mouth bylo terčem diskuse v americkém filmu Clerks II: Muži za pultem, kde postava Dante varuje postavu Randala: "you never go ass to mouth!"[2]